# Нурдаль Гріг

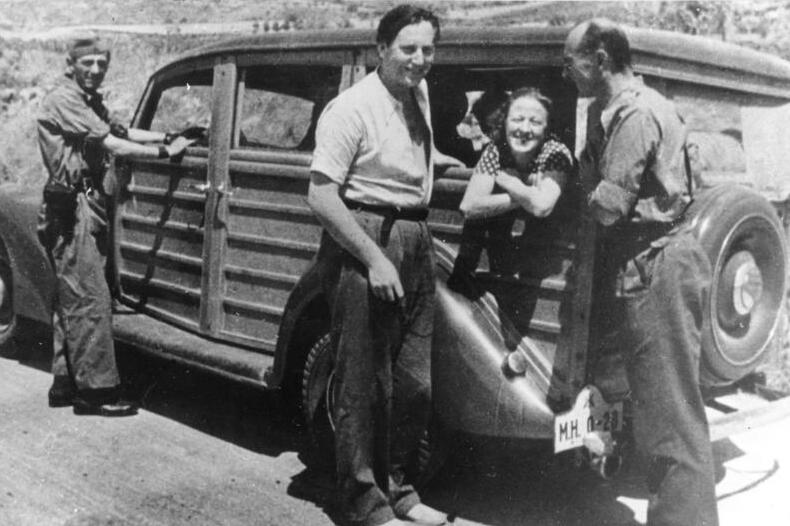
Нурдаль Гріг, норвезька журналістка Герда Грепп і німецький письменник Людвіг Ренн, який у 1936 — 1937 роках командував батальйоном Тельмана в інтернаціональних бригадах.

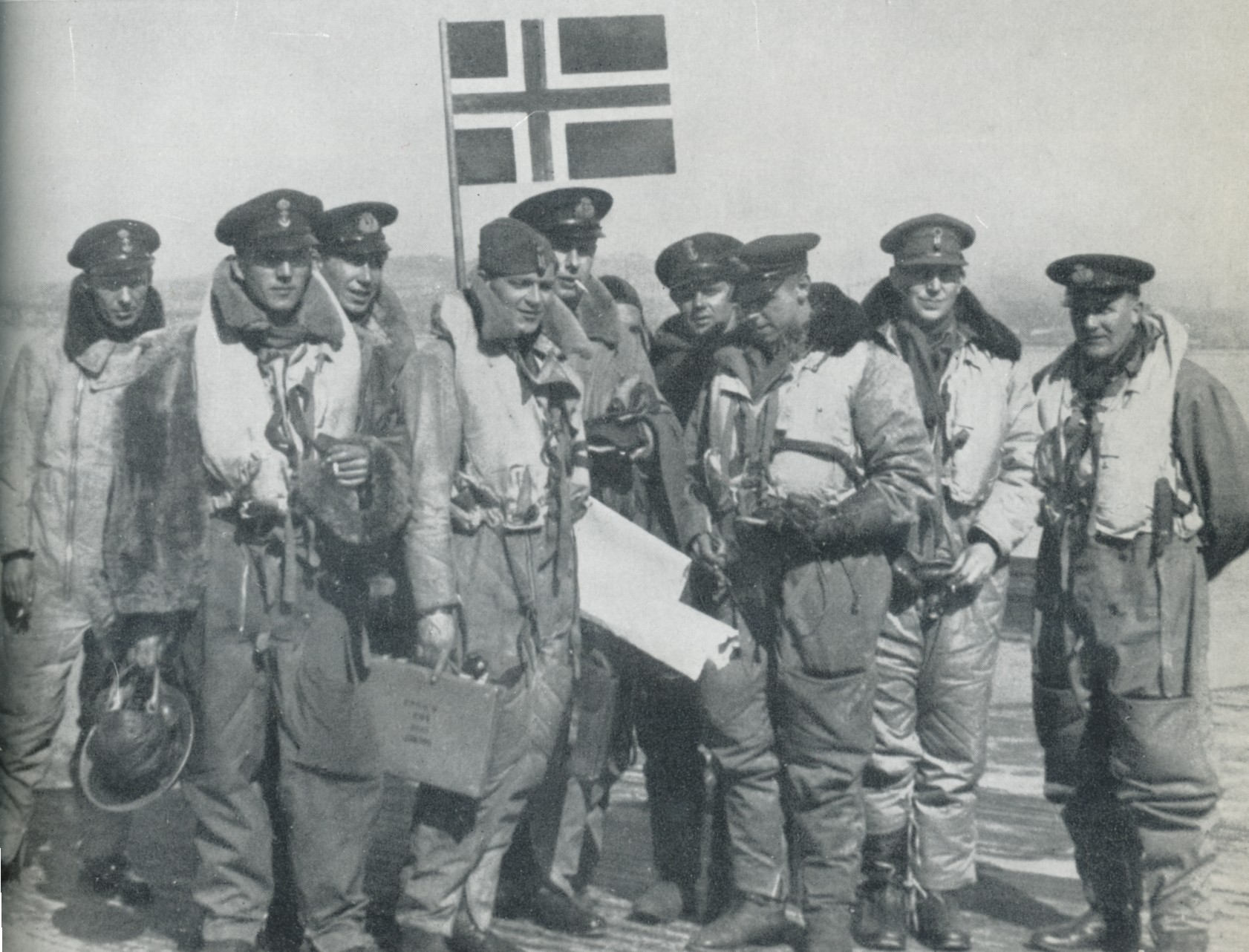
2 травня 1942. Група норвезьких пілотів «Вінґтор» після виконання першого спеціального завдання в Норвегії. Другий з правого боку — Нурдаль Ґріґ.

Йóган Нýрдаль Брун Гріг (норв. Johan Nordahl Brun Grieg, 1 листопада 1902, Берген, Норвегія — 2 грудня 1943, Берлін, Німеччина) — норвезький поет, драматург і журналіст.

## Життєпис
Нурдаль народився в сім'ї вчителя Петера Лексау Гріга (1864–1924) і Гельги Воллан (1869–1946). 1940 року одружився з актрисою Ґерд Інґебріґстен (уродженою Еґеде-Ніссен (1895–1988). Брат відомого видавця Гаральда Ґріґа (1894–1972) та далекий родич композитора Едварда Гріга. На час народження Нурдаля родина мешкала на вулиці Вельгавенсґате, 23, а коли йому було шість років, переїхала в дільницю Гуп. Нурдаль пішов до Гамброської школи в Бергені, та вона згоріла, і довелося відвідувати Катедральну школу. Там він написав свій перший вірш на захист миру — про пораненого бійця, який лежить у лазареті й не може позбутися пам'яті про німців, проти яких воював.
Майбутній поет виростав у місті, яке впливало на нього й неначе магнітом приваблювало до себе. Водночас він прагнув пізнати світ. Звичайним матросом на борту вантажного судна «Генрік Ібсен» Нурдаль вирушив до Африки й Австралії й повернувся через Суецький канал. Плавання тривало з 1920-го по 1921 рік, а у 1922-му молодий літератор дебютував з поетичною збіркою «Навколо мису Доброї Надії» (норв. Rundt Kap det gode Håp). Роман «Корабель іде далі» побачив світ два роки по тому. Обидва твори написано під сильним впливом вражень від моряцького життя. Цим романом автор хотів віддати данину морякам, та вони піддали його різкій критиці, невдоволені тим, як описано їхню роботу.
На першому етапі своєї творчости Гріг вивчав філологію в університеті Осло і писав для кількох газет, у тому числі й для «Тіденс теґн». Завдяки мандрівкам у Європі постали дорожні записки. У 1927 він вирушив до Китаю, де назрівала громадянська війна. Плодом цієї поїздки стала книжка «Китайські дні».
Поїхавши у 1933 році до Радянського Союзу, Гріг залишився там на два роки — цілком достатньо, щоб стати свідком репресій у Москві. За той час він ще більше зацікавився політикою, залучився до антифашистського руху і розпочав тривалий флірт з комуністами, хоча так і не вступив у Комуністичну партію Норвегії й не допомагав їй у політичній діяльності. А однак обстоював сталінські процеси, опублікувавши в журналі «Шлях уперед» статтю «Драма в Москві» в лютому 1937 року. У цій статті Гріг виступив проти вісьмох норвезьких авторів, що критикували московські судові процеси. Тодішні події в Москві лягли в основу його роману «Хай світ знову буде молодий». Зловживання, які він побачив у СРСР, не змінили його поглядів на комуністичний режим у цій країні.
Повернувшись у 1935-му до Бергена, він став співпрацювати з театральним режисером Гансом Якобом Нільсеном. Нурдаль Гріг мав за зразок радянський авангардний театр і використовував такі засоби, як світло, звук і монтаж контрастних сцен, подібно до використовуваних у тодішньому кіно. У той час він створив драми, у яких дав гострий коментар сучасности і спонукав глядачів зайняти певну позицію.
Нурдаль Гріг активно співпрацював зі «Шляхом уперед» (норв. Veien Frem) — антифашистським культурницьким чосописом, заснованим у 1936-му. Наступного року Нурдаль як військовий кореспондент поїхав до Іспанії, щоб зблизька побачити громадянську війну, завдяки чому вийшла у світ книжка «Іспанське літо». Він дуже любив Фіннмарк і в 1939-му мав намір написати роман про це фюльке. Однак не вдалося здійснити задуманого, бо в жовтні цього ж року письменника призвали на службу. Там він залишався до початку 1940 року.
Відслуживши у Фіннмарку, Гріг почав писати п'єсу. Перешкодило цій роботі вторгнення Німеччини в Норвегію 9 квітня 1940. Нурдаль постановив, що про еміграцію нема й мови, треба боротися, — і пішов добровольцем на службу в норвезькій армії. Він був у складі конвою, що провадив у Північному морі до Великої Британії золотовалютні резерви Банку Норвегії. На провадженому судні плив також король Норвегії з сім'єю. 17 травня 1940 по дорозі до Тромсе на риболовному судні «Альфґільд» поет написав вірш «Kongen» («Король») і «17 травня 1940» (Сьогодні флагшток стоїть оголений…). Того ж дня радіо Тромсе транслювало цей твір.
Приїхавши до Англії, він перебував здебільшого в Лондоні й там далі боровся за свободу Норвегії. Цього разу з іншою зброєю — авторучкою й голосом. Писав статті та вірші, читав лекції всюди, де тільки були норвежці: у США, Канаді, Ісландії. Побував навіть на острові Ян-Маєн. Таким чином він зміцнював бойовий дух співвітчизників і закликав їх до боротьби. Повернувшись до своєї роботи військового кореспондента, мав змогу розглядати воєнні дії на суші і в повітрі. Після кількох офіцерських курсів Нурдаль Ґріґ дістав звання капітана.

### Смерть

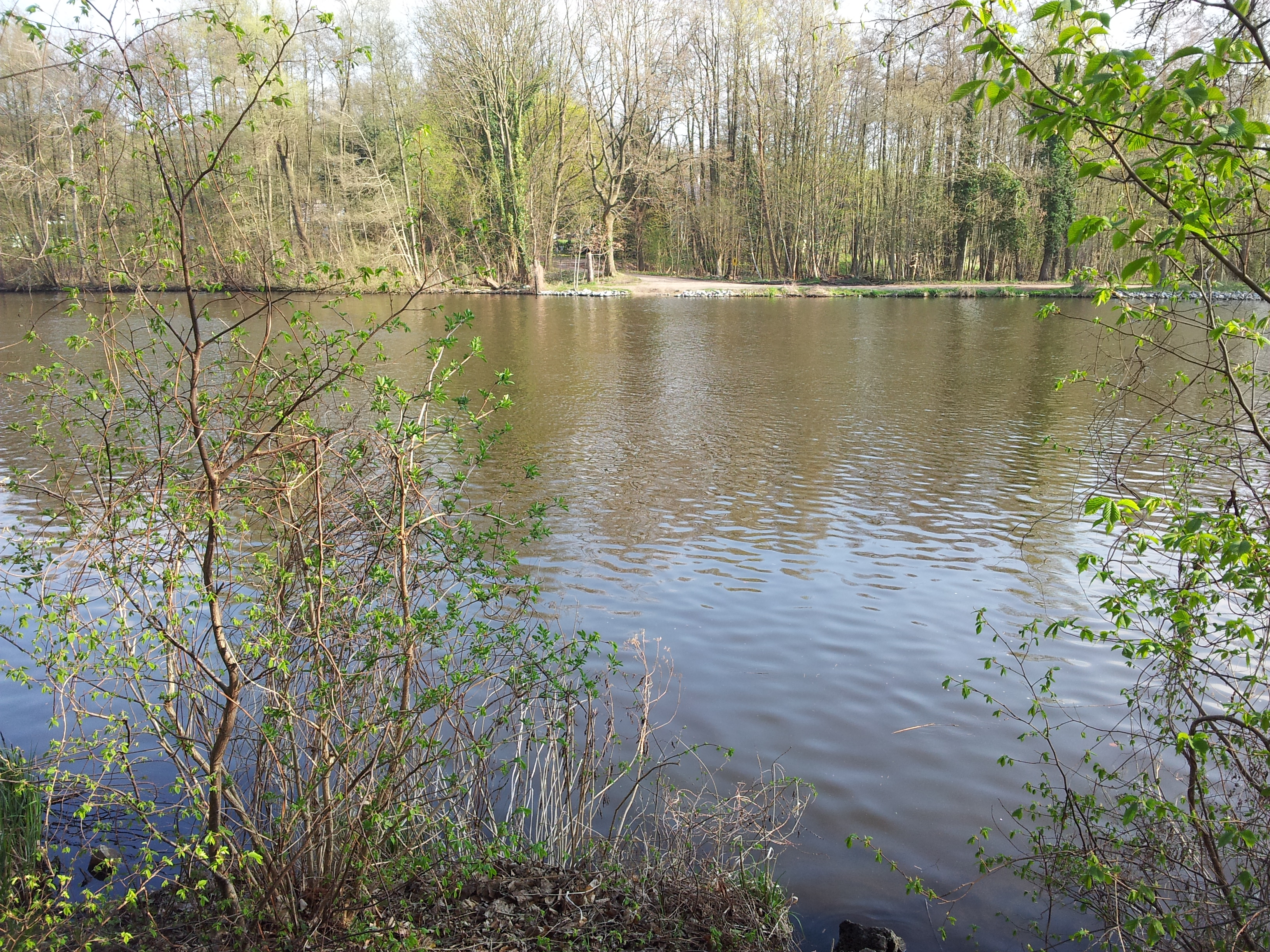
Махновське озеро у південній околиці Берліна. Тут розбився літак з Нурдалем Грігом на борту.

Восени 1943 союзники почали масовано бомбардувати Берлін. Нурдаль бажав побачити бомбову атаку на столицю Німеччини й зрештою домігся відповідного дозволу. Мав вилетіти вночі на борту бомбардувальника типу «Avro Lancaster» 460 ескадрильї РААФ. Повен надії, Гріг без вагань скористався з нагоди, попри те, що британські військово-повітряні сили під час таких польотів зазнавали важких втрат.
О восьмій вечора Нурдаль побачив Берлін з повітря. Після того, як скинуто бомби на ціль, у літак влучили снаряди із зеніток на околиці столиці. «Ланкастер» загорівся і впав біля замку Гакебурґ. Із восьми осіб на борту ніхто не вижив. Із майже тисячі британських літаків, які тої ночі вилетіли на Берлін, близько дев'яноста збито під час бойового завдання.
Незважаючи, що дуже вже було руйнівним це бомбардування, німці взяли на себе обов'язок зареєструвати імена загиблих літунів і поховати їх. З восьми членів екіпажу «Ланкастера» ідентифіковано сімох австралійців, а щодо восьмого лише зазначено, що він носив на шиї срібний медальйон з написом «Нурдаль». Нурдаль Гріг пообіцяв своїй дружині носити з собою такий амулет і додержав слова. Він навмисно залишив у Лондоні свої документи, що засвідчують особу.
Добре розуміючи значення Нурдаля Гріга як символу нації, норвезька влада після війни доклала значних зусиль, щоб знайти та ідентифікувати останки й привезти їх на батьківщину. Виконати це завдання не вдалося. Є суперечливі думки про те, що сталося з тілом письменника. Спершу вважали, що Нурдаля Гріга поховали в братській могилі, згодом зруйнованій під час будівництва шосе. У 2002 з'явилася інша версія. Припустили, що ця могила — на місці колишнього цвинтаря у Далльгові-Деберліці. Після цього цвинтаря не залишилося видимих слідів, і це додатково утрудняє пошуки.

## Творчість
Як письменник, перебував у постійному розвитку. У 1920-х він розривався між темами особистого і громадського. У 1930-х — між вірою і сумнівом, між матеріальною дією і письмовою формою як інструментом у боротьбі з фашизмом. Сумніви посилились у 1940-х роках, особливо тоді, коли постало питання про те, що може досягти одна людина.
У дебютному романі молодого автора описано умови життя на борту вантажного судна. Чільне місце посідають похмурі сторони життя моряка: венеричні хвороби, бійки, важка праця, нагла смерть і самогубство. Нурдаль Гріг зобразив людей рабами суспільного ладу. Багато хто піддається, а корабель невблаганно йде вперед, як зла сила сама в собі.
Згодом Нурдаль Гріг захопився проблематикою внутрішнього життя людини. У збірці віршів «Каміння в потоці» описано скороминуще кохання. У п'єсі «Варавва» автор, використовуючи знані біблійні теми, по-своєму висвітлює проблематику вибору між добром і набагато сильнішим злом. У драматичному творі «Юнакове кохання» йдеться про молодика, який не може поділити себе між трьома різними жінками.
Мандруючи на півночі Норвегії, Гріг проймався натхненням, заново відкриваючи для себе батьківщину, і це знайшло відображення в наступній книжці віршів «Норвегія в наших серцях». Ця збірка стала признанням у любові до прекрасної Норвегії, прославила її людей. Критики розділилися в думках. Одні проголосили Гріга чи не найбільшим вітчизняним поетом з часів Генріка Верґеланна. Ті, що належали до лівиці, необґрунтовано закидали, що автор симпатизує консервативній організації «Федреландслаґет» (норв. Fedrelandslage).

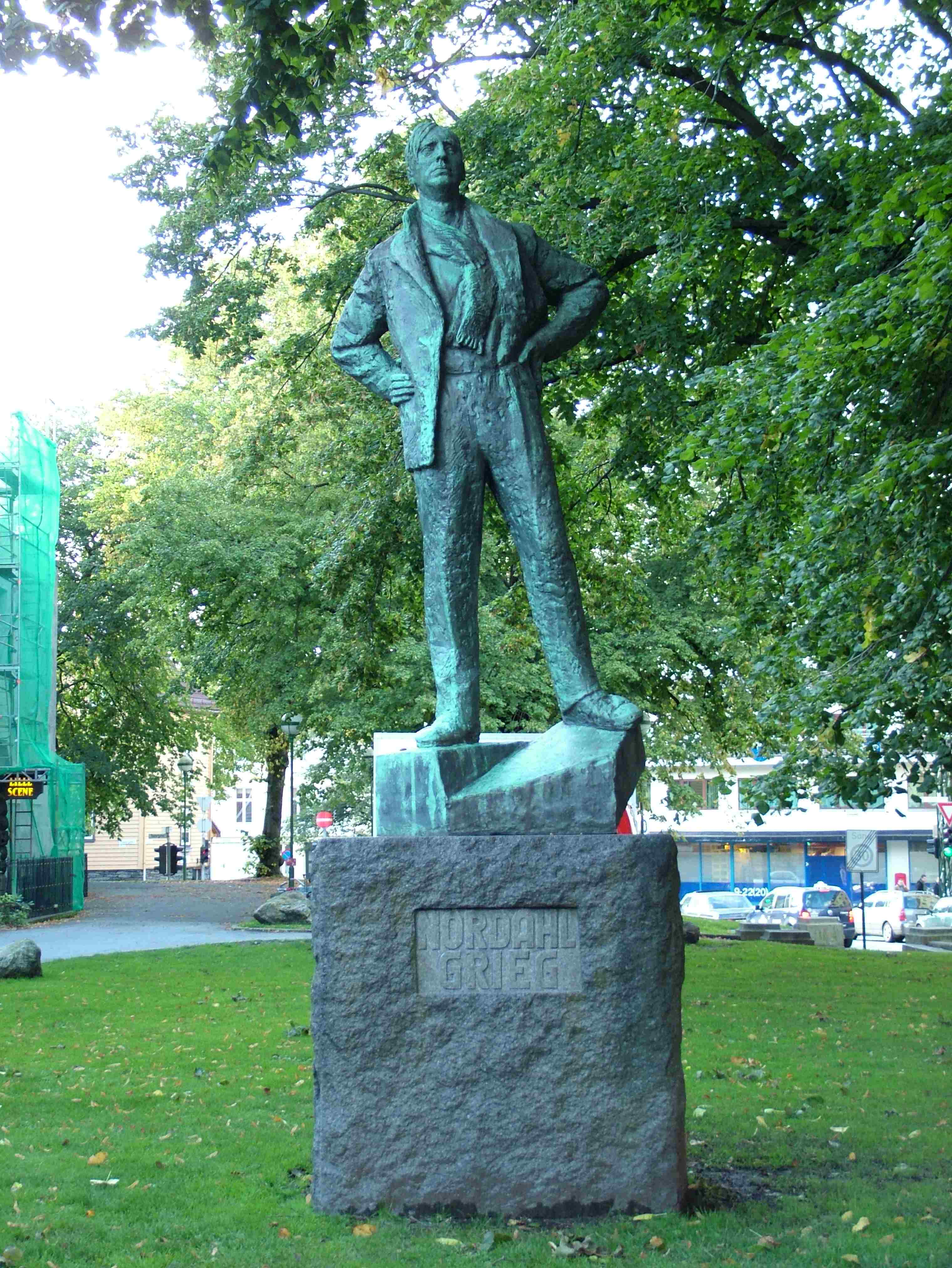
Пам'ятник Нурдалеві Грігу біля
Національного театру в Бергені.

Отож він повернувся до своєї колишньої тематики. У п'єсі «Атлантика» йдеться про закоханого юнака, якого непокоїть невпинний науково-технічний прогрес. Невдоволений тим, що у творі бракує поетичности, а дійових осіб зображено непереконливо й невиразно, автор дійшов висновку, що в «Атлантиці» та «Юнаковому коханні» писав про те, на чому не розуміється, і взагалі відмовився від цих двох робіт. Ось чому вони не потрапили в прижиттєве Грігове зібрання творів.
Однак таке фіаско послужило уроком, який вийшов на добре в його двох наступних драмах — «Наша честь і наша сила» та «Поразка». Їх сприйняли набагато прихильніше. Письменник став розвивати головну тему свого першого роману «Корабель іде далі» (норв. Skibet går videre) — боротьба із злом. Так само, як «Наша честь і наша сила», роман «Хай світ знову буде молодий» став гострим виступом проти паліїв війни та капіталістів. Леонард Ешлі, головний герой цього твору, спочатку дуже схожий на Беньяміна Галла з роману «Корабель іде далі». Обидва стають лицем до незнаного їм світу, але, на відміну від Леонарда, Беньямін воліє взяти на себе відповідальність і боротися з нелюдами при владі. Обидва вони вибирають руйнівний і згубний вихід, розчарувавшись нездійсненими надіями. Після випаду проти пацифістів у «Поразці» Нурдаль Гріг показав героя роману «Хай світ знову буде молодий» як втілення марних, ялових й шкідливих рис пацифізму.
1936 року в проміжку між «Нашою честю і нашою силою» та «Поразкою» опубліковано драму «Але завтра», яка стала наслідком нової політичної орієнтації Нурдаля Гріга після його перебування в Москві. Твір був не такий успішний, як дві попередні драми, хоча Нурдаль вважав його своїм улюбленим. Червоною ниткою тут проходить тема розвитку військової промисловости і супутнього з ним впливу іноземного капіталу. Родинна компанія починає виробництво отруйного газу. Через невдалий експеримент на заводі гине кілька робітників. Наступні конфлікти і зміни, які в п'єсі відбиваються на сім'ї директора, виявили контраст між його буржуазним корінням і політичними поглядами.
Зрештою, після того, як німці окупували Норвегію, стався новий поворотний момент в його творчості. Тепер поет високо поставив національні цінності, народ і Норвегію. І зробив це так, що посів належне місце в суспільстві й утвердився в норвезькому літературному каноні.

## На честь Нурдаля Гріга

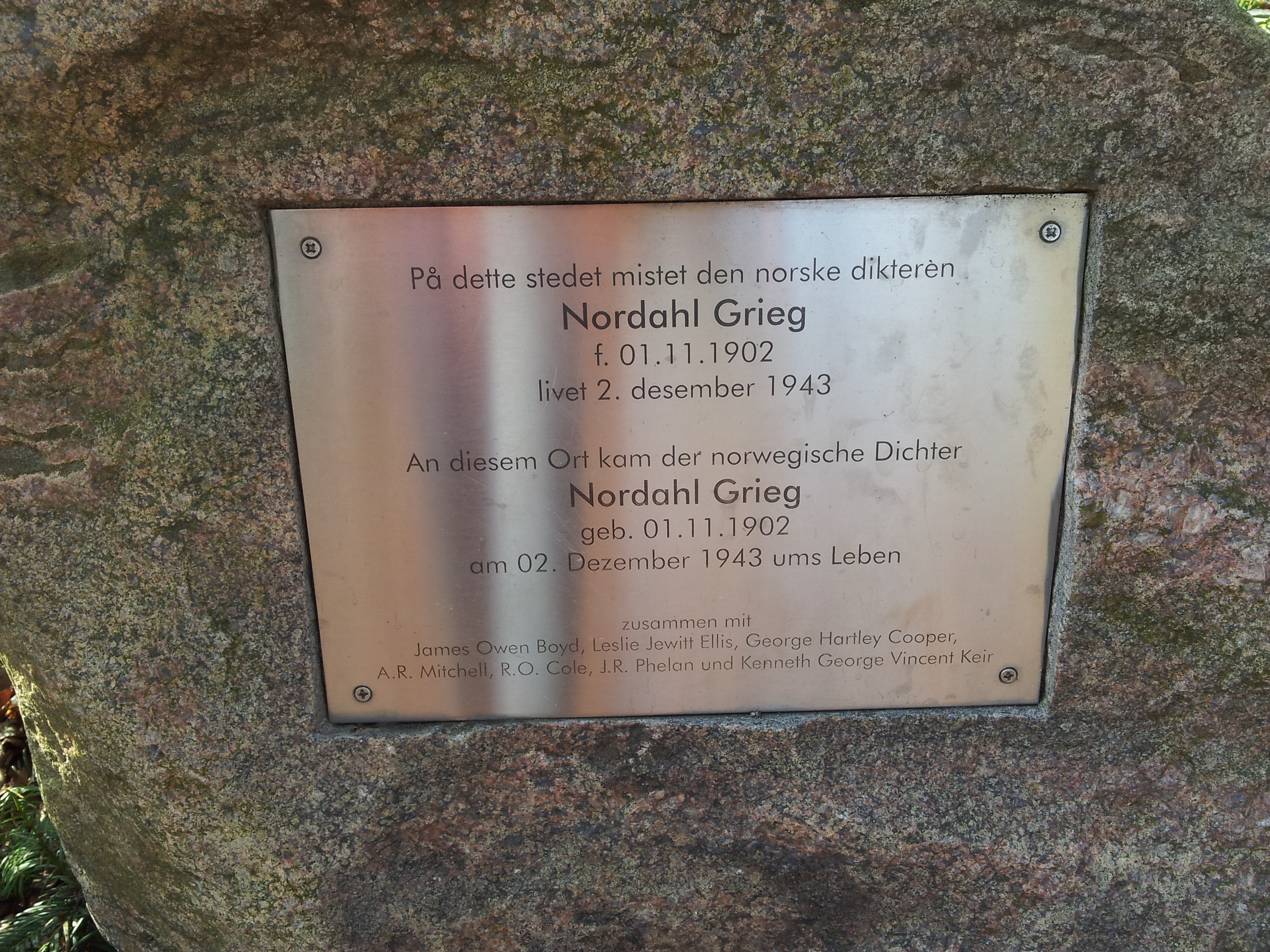
Меморіальна таблиця Нурдалеві Грігу в Кляйнмахнові.

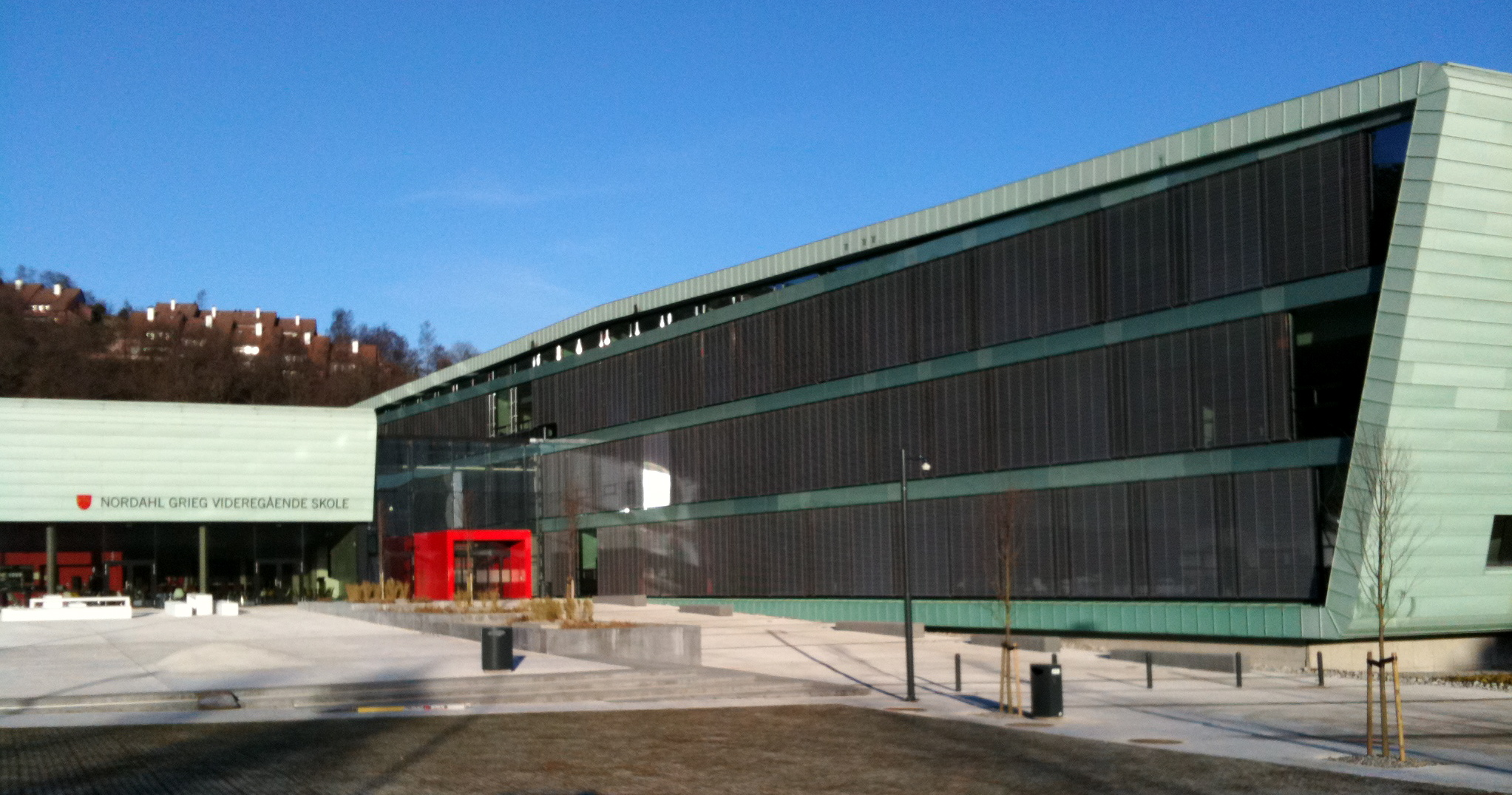
Середня школа в Бергені, названа іменем Нурдаля Гріга.

1945 року вийшла збірка його віршів «Свобода», яка й досі своїм тиражем перевершує кожну з усіх виданих збірок норвезьких поетів. 10 листопада 1957 року біля Національного театру в Бергені відкрили пам'ятник Нурдалеві Ґріґу.
У тому ж театрі 1990-го інсценізовано мюзикл «Нурдаль Гріг у наших серцях», який написали Ерлінг Єльсвік і Кнут Скодвін.
2003 року в берлінській дільниці Кляйнмахнов, на місці, де загинув Нурдаль Гріг, поставили меморіальний камінь. З 2007 року кожної першої суботи в грудні тут влаштовують Меморіал Нурдаля Гріга — десятикілометрові перегони, траса яких проходить повз цей пам'ятний знак.
Його ім'ям названо:
- середню школу в Бергені, відкриту 2010 року[9],
- вулиці в таких країнах:

Данія: Nordahl Griegs vej — Себорг (Копенгаген), Сеннерборг,

Німеччина: Nordahl-Grieg-Straße — Росток,

Норвегія:
- Nordahl Griegs gate — Аскім, Варде, Гамар, Геугесунн, Ліллестрем, Мосс, Му-і-Рана, Нутодден, Саннесшеен
- Nordahl Griegs veg — Берген, Веннесла, Ельверум, Євік, Намсус, Пошґрунн, Ордалстанґен, Тронгейм, Фана
- Nordahl Griegs vei — Альта, Буде, Ларвік, Нарвік, Рисер, Ставанґер, Ф'єлльгамар

Прикладом важливості Нурдаля Гріга та його дальшого значення як поета-патріота послужило те, що кілька його віршів використано для того, щоб висловити горе після трагедії в Осло 22 липня 2011 року. Це, зокрема, вірш «Мо́лоді» й цитата з вірша «17 травня 1940 року»: «Нас так мало в країні, що кожен загиблий — наш брат».

## Твори, опубліковані посмертно
- Friheten, Gyldendal, 1945. Dikt — «Свобода». Поезія.
- Flagget, Gyldendal, 1945 — «Прапор»
- Håbet, Gyldendal, 1946. Dikt — «Надія». Поезія
- Veien Frem, Gyldendal, 1947. Artikler i utvalg ved Odd Hølaas — «Шлях уперед». Статті (упорядник Одд Гелос)
- Langveisfra. Græske breve, Kinesiske dager, Spansk sommer, 1964 — «Здалеку. Грецькі листи, китайські дні, іспанське літо»
- Morgen over Finnmarksvidden, 1967 — «Ранок над плоскогір'ям Фіннмарку»
- Et varig vennskap: 46 brev fra Nordahl Grieg til Nils Lie, 1981. Redigert av Brikt Jensen — «Непорушна дружба: 46 листів від Нурдаля Ґріґа до Нільса Лі» (під редакцією Брікта Єнсена)
- Reise gjennom vår egen tid: Nordahl Grieg om kultur og politikk 1933 — 1940. 1982. Artikkelsamling redigert av Martin Nag og Finn Pettersen — «Подорож крізь наш час: Нурдаль Ґріґ про культуру та політику 1933 — 1940». Збірка статей під редакцією Мартіна Наґа і Фінна Петтерсена
- Nordahl Grieg om seg selv. Redigert av Helge Vold. 1983 — «Нурдаль Ґріґ про самого себе». Під редакцією Гельґе Вольд
- Større kriger; Edvard Grieg, 1989. Originaltitler: Greater wars; Edvard Grieg. Utkast til to filmmanuskripter skrevet i London 1940 — 41 og gjenfunnet i Oslo 1989 — «Більші війни; Едвард Ґріґ». Два кіносценарії, написані в Лондоні з 1940 по 1941 рік і відновлені в Осло 1989 року